# Liste de films tournés dans le département du Loiret
Un certain nombre d'œuvres cinématographiques et télévisuelles ont été tournées dans le département français du Loiret (région Centre-Val de Loire).
Voici une liste à compléter de films, téléfilms, feuilletons télévisés, films documentaires... tournés dans le département du Loiret, classés par commune et lieu de tournage et date de diffusion. 
- Haut – A
- B
- C
- D
- E
- F
- G
- H
- I
- J
- K
- L
- M
- N
- O
- P
- Q
- R
- S
- T
- U
- V
- W
- X
- Y
- Z

## A
- Ardon
  - 2001 : De l'histoire ancienne d'Orso Miret

- Auxy
  - 2012 : Les Invisibles de Sébastien Lifshitz[1]

## B
- Beaugency
  - 2015 : Secrets d'Histoire, Saison 9 : Jeanne d'Arc, au nom de Dieu
  - 2017 : L'École buissonnière de Nicolas Vanier

- La Bussière
  - 2017 : L'École buissonnière de Nicolas Vanier (château de La Bussière)

- Boësses
  - 1974 : Que la fête commence de Bertrand Tavernier (Château d'Aulnay-sous-Boësses)

## C
- Châteauneuf-sur-Loire
  - 1966 : Fahrenheit 451 de François Truffaut, sur la voie d'essai du métro aérien suspendu

- Châtillon-Coligny
  - 2015 : Comme un avion de Bruno Podalydes[2]

- Courtempierre
  - 1932 : Vampyr, ou l'étrange aventure de David Gray de Carl Theodor Dreyer

## D
- Douchy
  - 1971 : Le Toubib de Pierre Granier-Deferre

- Haut – A
- B
- C
- D
- E
- F
- G
- H
- I
- J
- K
- L
- M
- N
- O
- P
- Q
- R
- S
- T
- U
- V
- W
- X
- Y
- Z

## F
- La Ferté-Saint-Aubin
  - 1939 : La Règle du jeu de Jean Renoir[3]

## I
- Ingrannes
  - 1982 : Marcheloup, feuilleton télévisé en 6 épisodes de 52 min, de Roger Pigaut, d'après un roman de Maurice Genevoix[4]

- Haut – A
- B
- C
- D
- E
- F
- G
- H
- I
- J
- K
- L
- M
- N
- O
- P
- Q
- R
- S
- T
- U
- V
- W
- X
- Y
- Z

## L
- La Chapelle-Saint-Mesmin
  - Des garçons de province (2023) de Gaël Lépingle. Plusieurs scènes y ont été tournées, notamment près de la place de l'hôtel de ville, place de l'église, dans le parc de l'ancien petit séminaire, dans le parc de la Solitude, et sur l'esplanade de l'Espace Béraire[5].

Ligny-le-Ribault
  - Promenons-nous dans les bois (2000), au château de Bon-Hôtel

## M
- Montargis
  - 1951 : Clara de Montargis de Henri Decoin[6]
  - 1973 : Les Zozos, de Pascal Thomas[7]
  - 2003 : Tais-toi !, de Francis Veber

## N
- Haut – A
- B
- C
- D
- E
- F
- G
- H
- I
- J
- K
- L
- M
- N
- O
- P
- Q
- R
- S
- T
- U
- V
- W
- X
- Y
- Z

## O
- Olivet
  - 1987 : Le Moustachu de Dominique Chaussois

- Orléans
  - 1948 : Jeanne d'Arc de Victor Fleming[8]
  - 1956 : Mitsou de Jacqueline Audry *;
  - 1957 : Sainte Jeanne de Otto Preminger[9]
  - 1958 : Les Pays de la Loire, documentaire de René Corpel et Bernard Pasdeloup *;
  - 1974-1983 : Les Brigades du Tigre, série télévisée de Victor Vicas
  - 1976 : Police Python 357 d'Alain Corneau[10] *;
  - 1984 : Canicule d'Yves Boisset[10] *;
  - 1987 : Le Moustachu de Dominique Chaussois
  - 1995 : Le Nouveau Monde d'Alain Corneau *;
  - 1997 : La Vie rêvée des anges d'Érick Zonca[10] *;
  - 2001 : De l'histoire ancienne d'Orso Miret *;
  - 2007 : L'Homme qui marche d'Aurélia Georges
  - 2008 : Andalucia d'Alain Gomis *;
  - 2009 : Le Père de mes enfants de Mia Hansen-Løve *;
  - 2010 : Des filles en noir de Jean-Paul Civeyrac[11] *;
  - 2010 : Je me suis fait tout petit de Cécilia Rouaud *;
  - 2014 : On a failli être amies d'Anne Le Ny[12] *;
  - 2015 : L'Étudiante et Monsieur Henri d'Ivan Calbérac. Plusieurs scènes ont été tournées à la gare, devant le conservatoire et au campus de l'université[13] *;
  - 2017 : Simon et Théodore de Mikael Buch[14] *;
  - 2017 : 120 battements par minute de Robin Campillo, tourné en partie dans l'ancien hôpital d'Orléans-la-Source *;
  - 2018 : Meurtres à Orléans, téléfilm diffusé en janvier 2018 sur France 3, avec Michèle Bernier *;
  - 2020 : La Loi de Damien, téléfilm diffusé en janvier 2020, avec Richard Berry et François Berléand.

- Haut – A
- B
- C
- D
- E
- F
- G
- H
- I
- J
- K
- L
- M
- N
- O
- P
- Q
- R
- S
- T
- U
- V
- W
- X
- Y
- Z

## P
- Pithiviers
  - 2001 : The Château de Jesse Peretz[15]
  - 2004 : Nos vies rêvées de Fabrice Cazeneuve[16]

## S
- Saint-Cyr-en-Val
  - 2010 : Entre nos mains de Mariana Otero[17]
  - 2014 : Mange tes morts de Jean-Charles Hue[18]

- Saint-Hilaire-Saint-Mesmin
  - 2001 : De l'histoire ancienne d'Orso Miret

- Saint-Pryvé-Saint-Mesmin
  - 2001 : De l'histoire ancienne d'Orso Miret

- Saint-Jean-de-Braye
  - 2009 : Elle s'appelait Sarah de Gilles Paquet-Brenner[19],[20]

- Sologne
  - 1958 : Les Pays de la Loire, documentaire de René Corpel et Bernard Pasdeloup

- Haut – A
- B
- C
- D
- E
- F
- G
- H
- I
- J
- K
- L
- M
- N
- O
- P
- Q
- R
- S
- T
- U
- V
- W
- X
- Y
- Z

## V
- Vannes-sur-Cosson
  - 1946 : Raboliot (film, 1946) de Jacques Daroy
  - 1976 : Police Python 357 de Alain Corneau

## Y
- Yèvre-le-Châtel
  - 2001 : The Château de Jesse Peretz[15]

## Z
- Haut – A
- B
- C
- D
- E
- F
- G
- H
- I
- J
- K
- L
- M
- N
- O
- P
- Q
- R
- S
- T
- U
- V
- W
- X
- Y
- Z